# Пташиний короб Барселона
«Пташиний короб Барселона» (англ. Bird Box Barcelona) — іспанський постапокаліптичний трилер жахів 2023 року, знятий Алексом і Девідом Пасторами за їх сценарієм. Спіноф сиквелу фільму Пташиний короб 2018 року, адаптованого за однойменним романом Джоша Малермана 2014 року, вийшов на Netflix 14 липня 2023 року, отримавши неоднозначні відгуки.

## Сюжет
Світ охоплений таємничою силою, які за візуального контакту маніпулюють людською свідомістю, перетворюючи їх на «провидців», а згодом доводячи до самогубства. Поширеним методом профілактики є зав'язування очей щоразу, коли перебуваєш на вулиці. Себастьян, що живе у Барселоні став провидцем.
Себастьян приводить свою доньку Анну на покинутий роллердром. На виході їх атакує група сліпих людей, Себастьян бере уламок пляшки, але Анна жестами показує йому, щоб він не нападав на сліпих. Після того, як група йде, Себастьян та Анна одягають світлонепроникні окуляри та виходять на вулицю.
Там вони стикаються з групою тих, хто вижив, і Себастьян висловлює бажання приєднатися до них. Він говорить, що знає, де можна дістати генератори, оскільки раніше працював інженером на електростанції. Ті, хто вижив, погоджуються взяти його з собою. Себастьян каже Анні, щоб вона чекала на нього тут, оскільки він не впевнений, що цим людям можна довіряти.
Разом з новими знайомими Себастьян приходить на їхню базу — колишнє автобусне депо. Там один із членів групи розповідає, що у минулому його атакували так звані «бачачі» — люди, які не вчиняють самогубства при контакті з сутностями, але насильно змушують інших дивитися на цих істот.
Вночі, доки всі сплять усередині автобуса, Себастьян знаходить ключі, замикається в кабіні водія, заводить двигун і виїджаж автобусом із депо. Під час поїздки автобус перевертається, і всі, хто знаходився в ньому, бачать сутності, після чого починають вчиняти самогубства. Єдиний серед них «бачачий» Себастьян вірить, що сутності є ніщо інше як божественне явище, яка рятує людство через смерть. Після кожної смерті він бачить, як тіло людини залишає потік світла.
Його донька Анна виявляється лише плодом його уяви, і саме вона говорить йому, що саме робити аби інші бачили сутність.
Стає відомо, що дев'ять місяців тому у Барселоні починається хаос, після прибуття сутностей, що спонукають людей вчиняти самогубства. Себастьян забирає Анну зі школи, після чого його дружина гине в автокатастрофі. Шукаючи розради та безпеки, він заходить до церкви, де зустрічає священика Естебана (вже «бачачого»), який вірить, що ця сутність є ангелом і що людство має бути звільнене від страждань, прийнявши смерть. Себастьян та Анна намагаються сховатися, але одного разу група провидців на чолі з Естебаном виявляє їхню схованку і захоплює їх. Він змушує Анну відкрити очі, після чого вона зривається з даху. Тоді Себастьян бачить сутність, але це лише призводить до того, що він бачить загиблу Анну. Нарешті, вони тікають та поселяються у квартирі, яка служить їм притулком.
В даний час Себастьян зустрічає ще одну групу людей, що вижили та двоє собак. До групи входять кінолог Рафа (їх лідер), кур'єр з доставки піци Октавіо, англійка-психіатр Клер, літня пара Роберто та Ізабель, а також маленька німецька дівчинка Софія, яка розмовляє лише німецькою. Октавіо, що вчився колись на фізика, теоретизує, що сутність є квантовою істотою, яка сприймає страх і горе людей. Оскільки Себастьян працював із німцями, він теж говорить німецькою і дізнається від Софії, що та втратила маму в хаосі цих подій. Також вона розповідає, що чула по радіо про притулок, який знаходиться в Монтжуїцькій фортеці в горах, недосяжний для сутностей. Група вирішує йти туди.
По дорозі Себастьян перерізає повідки собак, через що ті тікають. Рафа, щоб наздогнати їх, змушений зняти пов'язку з очей. Звичайно ж, це призводить його до контракту з сутністю та негайною загибеллю. Інші ховаються в під'їзді будинку. Там з'ясовується, що Роберто поранено і йому потрібні ліки. Себастьян, Клер та Октавіо нишпорять по квартирам, шукаючи медикаменти. В одній із квартир Себастьян обманом змушує Октавіо зняти пов'язку, через що той також гине. Однак цього разу Себастьян не бачить вихідне світло від тіла Октавіо, що змушує його сумніватися у правильності своїх дій. Ті, що залишилися живими, продовжують шлях покинутим містом. Також Клер починає підозрювати Себастьяна, який, у свою чергу, починає чинити опір впливу уявної дочки і говорить Клер, що він не бажає їм зла.
Відбувається флешбек. Себастьян організовує для Анни день народження на честь її 11-річчя. Того ж вечора їх знаходить група «бачачих», ведена тим самим священиком Естебаном. «Бачучі» витягують Себастьяна та Анну на дах, де насильно відкривають дівчинці очі, щоб вона побачила сутності. Анна негайно стрибає з даху, і Себастьян це спостерігає, після чого він також бачить сутність, але замість того, щоб накласти на себе руки, як всі інші, він починає «бачити» і йому тут же з'являється донька у вигляді галюцинації.
Роберто та Ізабель згодом також гинуть. Клер підозрює, що Себастьян є провидцем, і захищає Софію від нього. Себастьян, який почав чинити опір впливу Анни, клянеться Клер і Софії, що захищатиме їх. Тим часом Естебан і його послідовники випадково натикаються із тріо «бачачих» під проводом Естебана. Себастьян автомобілем підвозить Клер та Софію до канатного підйомника, який має доставити їх до фортеці-притулку.
Себастьян каже дівчатам бігти нагору, а сам вступає у бійку гострою жердиною з Естебаном біля входу до фунікулера. У ході бійки обидва чоловіки завдають один одному смертельних поранень і гинуть. Клер і Софія входять до Монтжуїцької фортеці, перетворений на секретний військовий табір. Там Софія знаходить свою маму. У Клер проходить аналіз крові, взамін обіцянки, що люди, які там знаходяться, працюють над вакциною, яка допоможе протистояти впливу сутності. Дослідники вводять антитіла щурам у безпечній камері. Один із піддослідних, провидець, спостерігає, як зсередини долинає зловісне гарчання, бажаючи побачити, що відбувається.

## У ролях
- Маріо Касас — Себастьян[3]
- Алехандра Говард — Анна[3]
- Джорджина Кемпбелл — Клер[3]
- Найла Шуберт — Софія[3]
- Дієго Кальва — Октавіо[3]
- Леонардо Сбараглія — Падре Естебан[3]
- Лола Дуеньяс — Ізабель[4]
- Патрік Кріадо — Рафа[4]
- Гонсало де Кастро — Роберто[4]
- Мішель Хеннер
- Селія Фрейхейро

## Виробництво

### Підготовка
У березні 2021 року повідомлялося про іспанський спін-офф Пташиний короб, продюсером якого є Nostromo Pictures. Сценаристи та режисери фільму стали Алекс Пастор і Девід Пастор, а Ділан Кларк, Нурія Воллс, Адріан Герра, Кріс Морган, Райан Льюїс і Джош Малерман — були оголошені продюсерами, а Браян Вільямс та Ейнслі Девіс — виконавчими продюсерами.

### Кастинг
У жовтні 2021 року було оголошено, що Маріо Касас, Джорджина Кемпбелл, Дієго Кальва, Алехандра Говард, Наїла Шуберт, Патрік Кріадо, Селія Фрейгейро з Лолою Дуеньяс, Гонсало де Кастро, Мішель Дженнер та Леонардо Сбараглія зіграють головні ролі у новому фільмі.

### Зйомки
Повідомлялося, що в січні 2022 року основні зйомки фільму розпочалися в Іспанії.

## Реліз
Фільм став доступний для перегляду на Netflix з 14 липня 2023 року.

## Реакція
Пташиний короб Барселона отримав неоднозначні відгуки критиків. На веб-сайті агрегатора рецензій Rotten Tomatoes, 49 % з 53 голосів критиків відгуки є позитивні, з зазначенням рейтингу 5.6/10. Консенсус веб-сайту свідчить: «Розширюючи франшизу за допомогою деяких ефективних поворотів, Пташиному коробу Барселона все ж таки не вистачає моторошної напруги, властивої його попереднику, але час від часу й цей фільм пропонує захоплюючий сюжет». На Metacritic оцінка фільму складає 45 зі 100 балів на основі 20 відгуків, що означає «змішані або середні відгуки».